# Rudarsko-geološko-naftna fakulteta v Zagrebu
Rudarsko-geološko-naftna fakulteta (izvirno hrvaško Rudarsko-geološko-naftni fakultet u Zagrebu), s sedežem v Zagrebu, je fakulteta, ki je članica Univerze v Zagrebu.